# ピジョンヘッド
ピジョンヘッド(Pigeonhed)は、アメリカの音楽ユニット。1993年にシアトルで結成された。サッチェル及びブラッドで活動していたショーン・スミスと音楽プロデューサーの2名で活動開始。3枚のアルバムを発表し1997年に解散。

## 作品

### アルバム
- Pigeonhed （1993年）
- The Full Sentence （1997年）
- Flash Bulb Emergency Overflow Cavalcade of Remixes （1997年） ※リミックス盤